# Cantón de Monclar-de-Quercy
El cantón de Monclar-de-Quercy era una división administrativa francesa, que estaba situada en el departamento de Tarn y Garona y la región de Mediodía-Pirineos.

## Composición
El cantón estaba formado por cinco comunas:
- Bruniquel
- Génébrières
- La Salvetat-Belmontet
- Monclar-de-Quercy
- Puygaillard-de-Quercy

## Supresión del cantón de Monclar-de-Quercy
En aplicación del Decreto n.º 2014-273 de 27 de febrero de 2014, el cantón de Monclar-de-Quercy fue suprimido el 22 de marzo de 2015 y sus 5 comunas pasaron a formar parte del nuevo cantón de Tarn-Tescou-Quercy Verde.